# Editorial Selecta
Editorial Selecta fou una empresa editorial creada a Barcelona el 1946 per Josep Maria Cruzet i Sanfeliu. Va ser una de les primeres a editar llibres en català després de la guerra civil espanyola després de diverses gestions a Madrid arran l'èxit obtingut per l'edició de les Obres Completes de Jacint Verdaguer el 1943. Els directors literaris foren Josep Miracle i Montserrat i Tomàs Tebé.
D'antuvi només va poder llançar reedicions de clàssics catalans (Jacint Verdaguer, Santiago Rusiñol, Eugeni d'Ors, Narcís Oller, Àngel Guimerà, Joaquim Ruyra, Carles Soldevila, Josep Maria de Sagarra), però a poc a poc anà editant obres noves d'autors ja coneguts o nous, com Ferran Canyameres, Josep Maria Espinàs, Joan Triadú, Ramon Folch i Camarasa, Baltasar Porcel, Joan Fuster, Maria Aurèlia Capmany o Artur Bladé. Publicà poesia, novel·la, conte, assaig, teatre, crítica, llibres de viatges, memòries i història. Entre les col·leccions editades podem destacar:
- Biblioteca Selecta, des del 1946, que va ser la més nodrida de la casa: el 1952 reunia ja cent textos, i el 1961, un any abans de la mort de Josep Maria Cruzet, va esdevenir la més extensa de la història de l'edició en llengua catalana en assolir les tres-centes obres. Quan el 1998 l'Editorial Selecta va ser absorbida per Edicions 62, la col·lecció ja havia sobrepassat els cinc-cents títols.[2]
- Biblioteca Perenne, des del 1948, ha publicat les obres completes de Joan Amades, Joan Maragall, Joaquim Ruyra, Gaziel, Santiago Rusiñol, Àngel Guimerà, Carles Soldevila i Jacint Verdaguer.

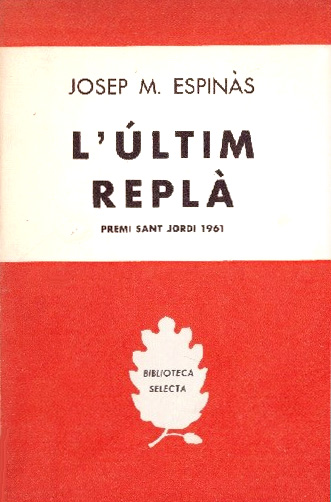
Portada de la novel·la L'últim replà, de Josep Maria Espinàs, publicada a la col·lecció Biblioteca Selecta.

- Biblioteca Excelsa, des del 1948, recull en un sol volum o diversos les obres de Víctor Català, Josep Pla, Guerau de Liost, Miquel dels Sants Oliver i el teatre de Josep Maria de Sagarra.
- Col·lecció Antílop (de primer denominada Biblioteca Gasela), des del 1975, especialitzada en novel·la, ha publicat tant autors clàssics (Bernat Metge, Narcís Oller, Víctor Català, Sebastià Juan Arbó, Miquel Llor, etc.) com novells, en el seu moment (Josep Albanell, Teresa Pàmies, Antoni Mus, Joan Rendé…).[1]

Entre 1951 i 1959 convocà amb Editorial Aymà els premis de novel·la Joanot Martorell, el Víctor Català de narració i el de biografia Aedos, a partir del 1953. El 1956 crearen també el premi Josep Yxart d'assaig. Celebrà vetllades literàries a la Casa del Llibre i el 1955 fundà la Central de Literatura Catalana per tal de vendre literatura catalana per subscripció.
El 1985 va rebre la Creu de Sant Jordi de la Generalitat de Catalunya. El 1986 es fusionà amb la Llibreria Catalònia, i el 1998 fou adquirida per Edicions 62.

## Fons i documentació
Una part important de la seva documentació històrica es troba inclosa dins del fons del seu fundador, Josep Maria Cruzet, conservada a la Biblioteca de Catalunya.